# Veras historie - en film om modstandskamp
Veras historie - en film om modstandskamp er en portrætfilm instrueret af Elisabeth Rygård efter manuskript af Elisabeth Rygård og Morten Thing.

## Handling
Vera Vang, en kvinde i halvfjerdserne, fortæller om sin opvækst på landet, om sin tid som syerske i tredivernes København, om medlemskabet af Kommunistpartiet og hendes støtte til danske frihedskæmpere under besættelsen.
Filmen er på én gang Veras historie fortalt af hende selv og en dokumentarfilm om kvindernes rolle i modstandskampen fortalt i tidens billeder. I Veras Historie gælder det generelt, at alle billederne korresponderer tæt med indholdet. Enten stammer de direkte fra den nævnte begivenhed, eller - hvis dette ikke har kunnet fremskaffes - ligger de i deres indhold tæt op af emnet. Filmen indeholder en række originale billeder og optagelser, bl.a. fra BOPAs sabotageaktioner fra 1942, Veras aktive del i De røde enkers arbejde i 1941 samt indslag fra krigen i Spanien og Sovjet.
Vera blev født med efternavnet Spuur Hansen, men er mest kendt som Vera Vang. Senere skiftede hun navn til Spuur Frandsen.